# Erioptera amabilis
Erioptera amabilis är en tvåvingeart som beskrevs av Alexander 1926. Erioptera amabilis ingår i släktet Erioptera och familjen småharkrankar. Inga underarter finns listade i Catalogue of Life.